# 東経101度線
東経101度線（とうけい101どせん）は、本初子午線面から東へ101度の角度を成す経線である。北極点から北極海、アジア、インド洋、南極海、南極大陸を通過して南極点までを結ぶ。東経101度線は西経79度線と共に大円を形成する。

## 通過する国・地点
東経101度線は、北極点から南極点まで南に向かって以下の場所を通っている。
| 地理座標                                               | 国土・領土・領海 | 備考                                                       |
| ------------------------------------------------------ | ---------------- | ---------------------------------------------------------- |
| 北緯90度0分 東経101度0分 / 北緯90.000度 東経101.000度  | 北極海           |                                                            |
| 北緯80度32分 東経101度0分 / 北緯80.533度 東経101.000度 | ラプテフ海       |                                                            |
| 北緯78度57分 東経101度0分 / 北緯78.950度 東経101.000度 | ロシア           | ボリシェヴィク島（セヴェルナヤ・ゼムリャ諸島）             |
| 北緯78度6分 東経101度0分 / 北緯78.100度 東経101.000度  | カラ海           |                                                            |
| 北緯76度32分 東経101度0分 / 北緯76.533度 東経101.000度 | ロシア           |                                                            |
| 北緯51度36分 東経101度0分 / 北緯51.600度 東経101.000度 | モンゴル         |                                                            |
| 北緯42度38分 東経101度0分 / 北緯42.633度 東経101.000度 | 中華人民共和国   | 内モンゴル自治区 甘粛省 青海省 甘粛省 青海省 四川省 雲南省 |
| 北緯21度42分 東経101度0分 / 北緯21.700度 東経101.000度 | ミャンマー       |                                                            |
| 北緯21度23分 東経101度0分 / 北緯21.383度 東経101.000度 | ラオス           |                                                            |
| 北緯19度37分 東経101度0分 / 北緯19.617度 東経101.000度 | タイ             |                                                            |
| 北緯17度49分 東経101度0分 / 北緯17.817度 東経101.000度 | ラオス           | 約2km                                                      |
| 北緯17度48分 東経101度0分 / 北緯17.800度 東経101.000度 | タイ             | 約3km                                                      |
| 北緯17度46分 東経101度0分 / 北緯17.767度 東経101.000度 | ラオス           | 約4km                                                      |
| 北緯17度44分 東経101度0分 / 北緯17.733度 東経101.000度 | タイ             | 約13km                                                     |
| 北緯17度37分 東経101度0分 / 北緯17.617度 東経101.000度 | ラオス           | 約5km                                                      |
| 北緯17度34分 東経101度0分 / 北緯17.567度 東経101.000度 | タイ             |                                                            |
| 北緯12度39分 東経101度0分 / 北緯12.650度 東経101.000度 | タイランド湾     |                                                            |
| 北緯6度51分 東経101度0分 / 北緯6.850度 東経101.000度   | タイ             |                                                            |
| 北緯6度16分 東経101度0分 / 北緯6.267度 東経101.000度   | マレーシア       |                                                            |
| 北緯5度50分 東経101度0分 / 北緯5.833度 東経101.000度   | タイ             | 約6km                                                      |
| 北緯5度46分 東経101度0分 / 北緯5.767度 東経101.000度   | マレーシア       |                                                            |
| 北緯3度39分 東経101度0分 / 北緯3.650度 東経101.000度   | マラッカ海峡     |                                                            |
| 北緯2度18分 東経101度0分 / 北緯2.300度 東経101.000度   | インドネシア     | スマトラ島                                                 |
| 南緯2度27分 東経101度0分 / 南緯2.450度 東経101.000度   | インド洋         |                                                            |
| 南緯60度0分 東経101度0分 / 南緯60.000度 東経101.000度  | 南極海           |                                                            |
| 南緯65度24分 東経101度0分 / 南緯65.400度 東経101.000度 | 南極大陸         | オーストラリア南極領土 - オーストラリアが領有権主張        |